# Bonson (rzeka)
Bonson – rzeka we Francji, przepływająca przez teren departamentu Loara, o długości 30,1 km. Stanowi lewy dopływ rzeki Loary.